# Santa Rosa do Sul
Santa Rosa do Sul é um município brasileiro do Estado de Santa Catarina, estando a uma altitude de 30 metros e com uma população (em 2010) de 8.054 habitantes. Possui uma área de 164,48 km².

## História
Essencialmente agrícola, o município de Santa Rosa do Sul emancipou-se de Sombrio em 4 de janeiro de 1988. Já foi chamado Morro das Mortes, Três Alfredos, Santa Rosa e, por último, Santa Rosa do Sul. Morro das Mortes porque em 1732, dois imigrantes foram assassinados em um morro da região. A denominação Três Alfredos se deve ao fato de que, anos mais tarde, chegaram à localidade: Alfredo Emerim, Alfredo Teixeira da Rosa e Alfredo José dos Santos. Em 1932, com a chegada dos imigrantes açorianos e italianos, o vigário sugeriu a mudança do nome para Santa Rosa, hoje, Santa Rosa do Sul.